# Międzybórz
Międzybórz là một thị trấn thuộc huyện Oleśnicki, tỉnh Dolnośląskie ở miền tây nam Ba Lan. Thị trấn có diện tích 6 km². Đến ngày 1 tháng 1 năm 2011, dân số của thị trấn là 2388 người và mật độ 373 người/km².